# Clinteria moerens
Clinteria moerens är en skalbaggsart som beskrevs av Hippolyte Louis Gory och Achille Rémy Percheron 1833. Clinteria moerens ingår i släktet Clinteria och familjen Cetoniidae. Inga underarter finns listade i Catalogue of Life.